# Fritz Muth

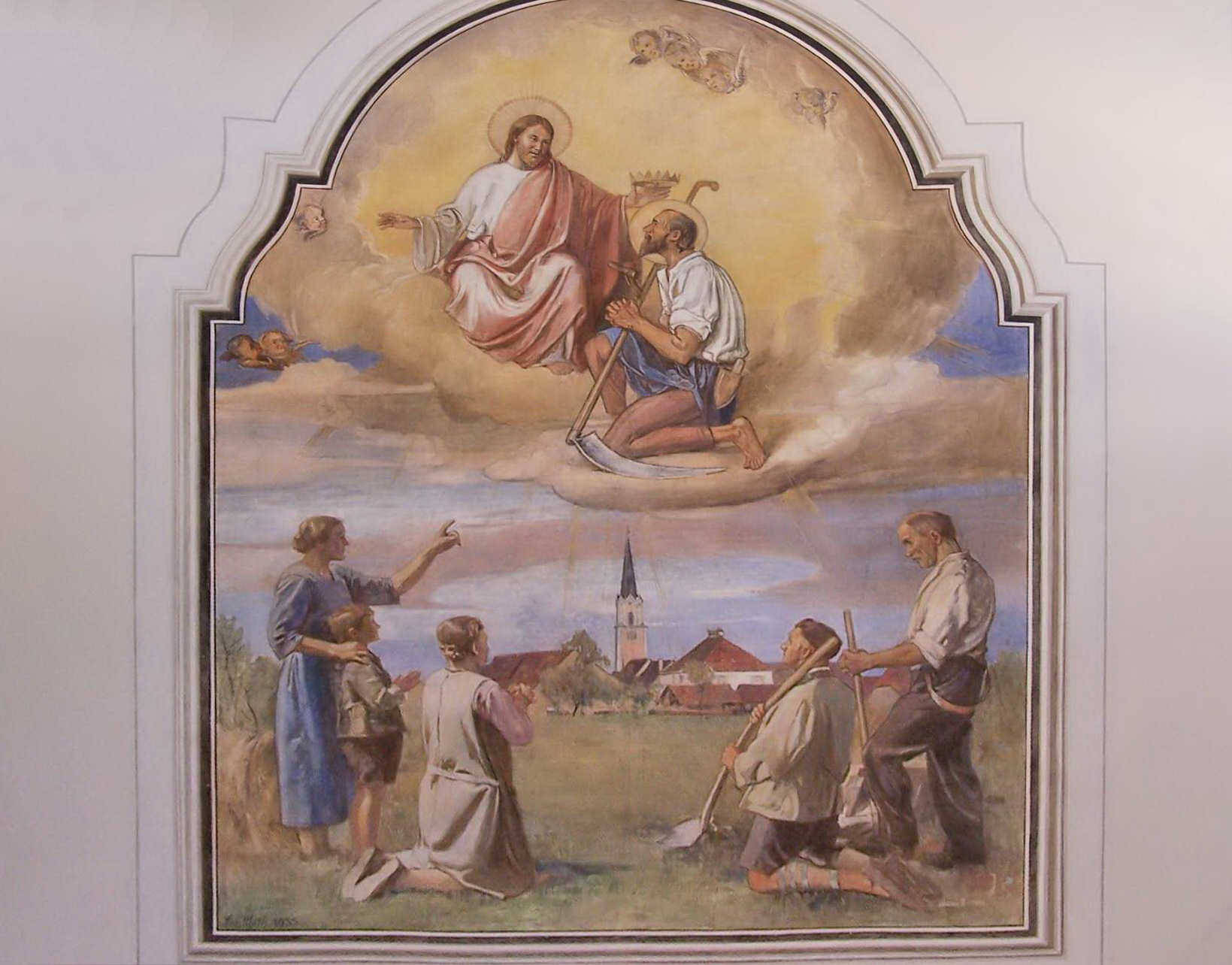
Deckengemälde St. Isidor (1935) von Fritz Muth in der Pfarrkirche St. Michael in Schatzhofen

Fritz Muth (* 29. April 1865 in Worms; † 14. Dezember 1943 in Tegernsee) war ein Dekorations- und Kirchenmaler.

## Leben und Werk
Er entstammte der Wormser Malerfamilie Muth, die seit der Generation des Großvaters in Worms einen Maler-Handwerksbetrieb führte. Der Vater Peter Muth (1828–1904) erlernte als erster der Familie zusätzlich zum Handwerk auch die akademische Malerei. Sein Lehrer war Joseph Anton Schwarzmann (1806–1890). Peter Muth hatte sieben Kinder, darunter die Malerbrüder Fritz, Pedro (1868–1913) und Heinz (* 1871).
Fritz studierte Malerei bei Ferdinand Keller (1842–1922) in Karlsruhe. Danach betrieb er in Worms eine Malerwerkstatt. Hier wirkte er – zeitweise zusammen mit seinen Brüdern – als Dekorations- und Kirchenmaler. Entsprechend der damaligen Mode malte er in unterschiedlichen historischen Stilen. Bei der Ausmalung von Bürgerhäusern verwendete er besonders den „altdeutschen Stil“ und das Rokoko. Fassaden bemalte er u. a. im Stil der Renaissance, Kirchen vor allem in romanischem oder gotischem Stil. Viele dieser Wandmalereien wurden seither übermalt, aus denkmalpflegerischen Gründen bei Restaurierungen entfernt oder durch Zerstörung bzw. Abriss der Gebäude vernichtet. Er malte u. a. in den Kirchen in Bechtheim, Dieburg, Gau-Odernheim, Gimbsheim, Gundheim, Heppenheim (Bergstraße), Sprendlingen, Herrnsheim, Horchheim, Mörstadt, Monsheim, Waldsee, in der Heilig-Geist-Kirche in Mannheim, in der Martinskirche in Worms und im Wormser Dom.
Er betätigte sich außerdem als Landschafts- und Porträtmaler und als Illustrator. Im Jahr 1917 verließ er Worms und zog nach München. Er verstarb 1943 bei einem Erholungsaufenthalt in Tegernsee.
Der Publizist Carl Muth war ein Vetter von Fritz Muth.